# Rhododendron tsinlingense
Rhododendron tsinlingense là một loài thực vật có hoa trong họ Thạch nam. Loài này được W.P. Fang ex J.Q. Fu miêu tả khoa học đầu tiên năm 1983.